# Physostegia longisepala
Physostegia longisepala là một loài thực vật có hoa trong họ Hoa môi. Loài này được P.D.Cantino miêu tả khoa học đầu tiên năm 1982.